# Uebelmannia buiningii
Uebelmannia buiningii är en kaktusväxtart som beskrevs av Donald. Uebelmannia buiningii ingår i släktet Uebelmannia och familjen kaktusväxter. Inga underarter finns listade i Catalogue of Life.
Denna kaktus förekommer endemisk i delstaten Minas Gerais i östra Brasilien. Exemplar hittades vid 1200 meter över havet. Det kända utbredningsområdet är endast 40 km² stort. Uebelmannia buiningii växer i klippiga områden tillsammans med andra låga växter.
Flera exemplar samlas illegalt och sälj som prydnadsväxt. Även betande djur och bränder skadar populationen. IUCN listar arten som akut hotad (CR).